# Italia Teen Television
Italia Teen Television (stilizzato in it!) è stata una rete televisiva italiana tematica del gruppo Mediaset, ospitata sul bouquet digitale della televisione satellitare Sky Italia. Era stata lanciata molto probabilmente in sostituzione di Comedy Life, canale satellitare non passato a Sky in seguito alla fusione di TELE+ e Stream TV. La rete era diretta da Carlo Vetrugno, già direttore di Italia 1 e Rete 4 in passato.

## Storia
Nel 2003, con l'arrivo della piattaforma Sky Italia, originata dalla fusione tra TELE+ e Stream TV, Mediaset lancia il nuovo canale Italia Teen Television, al posto di Comedy Life, i cui contenuti erano forti e già presenti in chiaro. Rivolto ad un pubblico di ragazzi dai 12 ai 19 anni, il canale inizia le sue trasmissioni il 30 settembre 2003 includendo 24 ore di programmazione giornaliere con repliche dalle 03:00 alle 07:00 del mattino.
Fin dal suo esordio, la programmazione era intervellata dal programma contenitore BandIT! presentato da video jockey che lanciavano le varie trasmissioni, creando scene in stile sitcom o soap leggera e presentando interviste a personaggi famosi. La programmazione era gestita da Fabrizio Margaria, responsabile della fascia ragazzi di Italia 1 dal 2002. Il canale ha ricevuto un investimento di 3,5 milioni di euro.

## Programmi
Il canale era una delle principali emittenti della piattaforma dedicate ai giovani, ma trasmetteva anche serie cult degli anni '80 e '90 come Capitan Harlock e serie anime.
Oltre ai cartoni, il canale era caratterizzato da tutta una serie di programmi autoprodotti tra i quali: BandIT!, Mangaus, IT! Generation, Dance IT!, Free Pass e la replica di Top of the Pops.

### Serie televisive e animate trasmesse
- Aka-chan to boku
- Dash! Yonkuro
- Duckman
- Beverly Hills 90210
- Belfagor
- Borgman 2030
- Che campioni Holly e Benji![2]
- City Hunter
- Clamp Detectives
- Cosmo Warrior Zero
- Devichil
- Eto Rangers
- Gira il mondo principessa stellare
- Jack & Jill
- La squadra del cuore
- Let's & Go - Sulle ali di un turbo (stagione 1)
- Lost Universe
- Maledetti scarafaggi (stagione 1)
- Memole dolce Memole - Il film
- Metal Armor Dragonar
- Mille emozioni tra le pagine del destino per Marie Yvonne
- Mortal Kombat: Defenders of the Realm
- Power Stone
- Record of Lodoss War
- Ririka, SOS!
- Shin Hakkenden
- The Oblongs
- Tutti amano Raymond (st. 5-6)
- Una miss scacciafantasmi (ep. 22-45)
- Webdiver
- Yui - Ragazza virtuale

## La chiusura
Italia Teen Television chiude i battenti il 1º gennaio 2006, a causa della scadenza del contratto tra Mediaset e Sky Italia.

## Dopo la chiusura
Dopo la chiusura di Italia Teen Television, molti cartoni animati che trasmetteva sono approdati in alcune fasce orarie su Boing, Italia 1 o su altre emittenti non Mediaset come K2 e Frisbee.
Come erede di ITT può essere considerato Hiro, canale a pagamento del digitale terrestre Mediaset partito l'8 dicembre 2008; i due canali erano, infatti, simili per quanto riguarda la programmazione, dedicata a un target adolescenziale. Hiro ha chiuso nel marzo 2013.